# Erozija
Erozíja je premikanje prsti zaradi vetra, vode, ledu, gravitacije ali delovanja živih organizmov, ki neprestano spreminja obliko zemeljskega površja. Erozija sledi denudaciji, ko se površinsko spiranje spremeni v tokovno, zaradi česar pride do razjedanja in ne več ploskovnega odnašanja površja. Sodi med eksogene površinotvorne procese, saj za razliko od endogenih (npr. vulkanski izbruhi) znižuje zemeljsko površje. Četudi erozija mnogokrat poteka s preperevanjem, je treba ta pojma razlikovati, saj slednji pomeni razpadanje kamnine in nastajanje prsti, prvi pa odnašanje prsti. Erozija je pomemben naravni proces, danes pa je mnogokrat povečan zaradi človekove aktivnosti in kot tak škodljiv; na tak način ga največkrat povzroča krčenje gozdov, prekomerna pašnja in gradnja prometnih poti. Problem erozije človek skuša odpravljati z gradnjo teras in pogozdovanjem.
Določena stopnja erozije je naravna in pomembna za zdrav ekosistem. Tako se npr. prod neprestano premika s pomočjo vodnih tokov. Če pa je odnašanje tega preveliko, lahko pride do težav, kot je mašenje tokov, onesnaževanje čistih voda s sedimenti in posledično zmanjševanje kvalitete vode ter rodnosti prsti.
Znanost o materialih erozijo definira kot odstopanje površinskih materialov zaradi stalnih mehaničnih poškodb, ki jih povzročajo največkrat strgalni (abrazivni) delci v gibajoči se tekočini.

## Fizični procesi

### Padavine in površinsko odtekanje
Padavine in površinsko odtekanje, ki je lahko posledica padavin, povzročajo štiri glavne vrste erozije tal:
- Površinsko spiranje (medžlebična erozija) je posledica dežne erozije in ploskovne erozije površinskega vodnega toka, ki poteka, preden se voda združi v curke in deluje globinsko. Čeprav gre procesno še za denudacijo, ga že štejemo k eroziji prsti. Proces brez stalnega merjenja težko opazimo in ovrednotimo, zato njegove učinke pogosto podcenjujemo.
- Žlebična erozija je globinska erozija, pri kateri voda, združena v curke, vrezuje erozijske žlebiče, majhne, največ do 30 cm globoke in več metrov dolge vdolbine v pobočju.
- Jarkovna erozija je globinska erozija, pri kateri z združevanjem erozijskih žlebičev nastajajo več metrov globoki in več deset metrov dolgi erozijski jarki.
- Cevčenje nastane zaradi tokov vode v preperini, ki so vzporedni s pobočjem. Pri tem voda odnaša delce, v preperini nastajajo vedno večji kanali oziroma »cevi«. Ponavadi nastajajo v manj odpornem spodnjem sloju preperine pod bolj stabilnim zgornjim slojem.

### Reke in potoki
Erozija doline ali toka se pojavi z neprekinjenim pretokom vode vzdolž linearne značilnosti. Erozija je navzdol, poglablja dolino in navzgor, razteza dolino v pobočje, ustvarja prereze in strme brežine. V najzgodnejši fazi erozije potoka je erozivna aktivnost pretežno navpična, doline imajo značilen prerez v obliki črke V, naklon toka je razmeroma strm. Ko je dosežena določena osnovna raven, se erozivna aktivnost preklopi na stransko erozijo, ki razširi dno doline in ustvari ozko poplavno ravnico. Naklon toka postane minimalen, stransko odlaganje sedimentov pa postane pomembno, saj tok vijuga po dnu doline. Na vseh stopnjah erozije potoka se daleč največ erozije pojavi v času poplav, ko je na voljo več in hitreje tekoče vode za prenašanje večje obremenitve sedimenta. V takih procesih ne erodira samo voda: suspendirani abrazivni delci, kamenčki in skale lahko delujejo tudi erozivno, ko prečkajo površino.
Erozija brega je obraba bregov potoka ali reke. To se razlikuje od sprememb na strugi vodotoka. Erozijo in spremembe v obliki rečnih bregov je mogoče izmeriti.
Toplotna erozija je posledica taljenja in slabljenja permafrosta zaradi premikanja vode. Lahko se pojavi tako ob rekah kot ob obali. Hitra migracija rečnih kanalov, opažena v reki Leni v Sibiriji, je posledica toplotne erozije, saj so ti deli brežin sestavljeni iz nekoherentnih materialov, ki so sprijeti z večno zmrzaljo. Velik del te erozije se pojavi, ko oslabljeni bregovi propadajo v velikih kosih. Toplotna erozija vpliva tudi na arktično obalo, kjer se delovanje valov in temperature ob obali združujejo, prekinejo permafrost ob obali in povzročijo njihov propad. Letne stopnje erozije vzdolž 100-kilometrskega odseka obale Beaufortovega morja so bile v povprečju 5,6 metra na leto od leta 1955 do 2002.
Večina rečne erozije se zgodi bližje ustju reke. Na rečnem ovinku ima najdaljša najmanj ostra stran počasnejšo tekočo vodo. Tu se nabirajo depoziti. Na najožji ostri strani ovinka je hitreje premikajoča se voda, zato ta stran večinoma izgineva.
Hitra erozija velike reke lahko odstrani dovolj sedimentov, da nastane rečna antiklinala, saj izostatični odboj dvigne kamnine, neobremenjene z erozijo prekrivnih strug.

### Obalna erozija
Erozija obale, ki se pojavlja tako na izpostavljeni kot na zaščiteni obali, se pojavi predvsem zaradi delovanja morskih tokov in valov, vendar lahko igrajo vlogo tudi spremembe morske gladine (plimovanje).
Valovanje je najučinkovitejša in najhitrejša oblika erozije obale (ne smemo je zamenjati s korozijo, ki je raztapljanje kamnine z ogljikovo kislino v morski vodi). Ko se pojavlja na obalah z malo skalami, je erozija veliko bolj izrazita in hitra. Kadar je en material na majhnem območju mehkejši od drugega, najdemo oblike kot so vodnjaki, rovi ali naravna pula.
Drug pomemben vir erozije, zlasti na karbonatnih obalah, je dolgotrajno strganje in mletje organizmov, postopek, imenovan bioerozija.
Valovi so elementi, ki neprekinjeno proizvajajo kompresijski in dekompresijski učinek, kar povzroča sesalni učinek in propad obale. Podvodni tok vala ustvarja spodnje tokove, to je gibanje, pravokotno na tok obale. Tokovi lahko povzročijo vzporedno gibanje, ko valovi udarijo poševno na obale. Razlika med plimo in oseko tudi povzroča nepravilne tokove. 
Sediment se prevaža vzdolž obale v smeri prevladujočega toka. Ko je dotok sedimenta manjši od količine odnesene, pride do erozije. Ko je tekoča količina sedimenta večja, se bodo zaradi usedanja nakopičile peščene ali gramozne brežine. Ti bregovi se lahko počasi selijo vzdolž obale v smeri priobalja, izmenično ščitijo in izpostavljajo dele obale. Kjer je na obali ovinek, se pogosto pojavi kopičenje erodiranega materiala, ki tvori dolg ozek breg (rtič, napodalo, kosa). Oklepljene plaže in potopljene obale na morju lahko zaščitijo tudi dele obale pred erozijo. Z leti, ko se plitvine postopoma premikajo, se lahko erozija preusmeri na različne dele obale.
Erozija obalne površine, ki ji sledi padec gladine morja, lahko povzroči značilno obliko reljefa, imenovano dvignjena plaža.

### Kemična erozija
Kemična erozija je izguba snovi v pokrajini v obliki topljenja. Kemična erozija se običajno izračuna iz raztopin v potokih. Anders Rapp je pionir v študiji kemijske erozije v svojem delu o Kärkevaggeju, objavljenem leta 1960.
Nastanek vrtač in druge značilnosti kraške topografije je primer skrajne kemične erozije.

### Ledeniki
Ledeniki razjedajo predvsem s tremi različnimi procesi: drgnjenjem, trganjem in prebijanjem. V procesu drgnjenja ostanki v bazalnem ledu strgajo po postelji, polirajo in izkopavajo spodnje kamnine, podobno kot brusni papir na lesu. Znanstveniki so pokazali, da poleg vloge temperature pri poglabljanju doline tudi drugi glaciološki procesi, kot je erozija, nadzorujejo razlike med dolinami. V homogenem vzorcu erozije temeljnih kamnin nastane ukrivljen prerez kanala pod ledom. Čeprav ledenik še naprej brusi navpično, oblika kanala pod ledom sčasoma ostane konstantna in doseže parabolično ustaljeno stanje v obliki črke U, kot ga vidimo v ledeniških dolinah. Znanstveniki ponujajo tudi numerično oceno časa, ki je potreben za dokončno oblikovanje enakomerno oblikovane doline v obliki črke U-približno 100.000 let. V šibki podlagi (ki vsebuje material, ki je bolj erodibilen od okoliških kamnin), je vzorec erozije nasproten, količina prekomernega poglabljanja je omejena, ker se zmanjšajo hitrosti ledu in stopnje erozije.
Ledeniki lahko povzročijo tudi razpoke kosov podlage v procesu trganja. Pri vdoru ledu  ledenik zmrzne do svoje struge, nato pa, ko se premakne naprej, premakne velike kose zamrznjene usedline na dnu skupaj z ledom. Ta metoda je ustvarila nekaj od tisočih jezerskih kotlin, ki se nahajajo na robu Kanadskega ščita. Razlike v višini gorskih verig niso le posledica tektonskih sil, kot je dviganje kamnin, ampak tudi lokalne podnebne spremembe. Znanstveniki z globalno analizo topografije dokazujejo, da ledeniška erozija nadzoruje največjo višino gora, saj je relief med gorskimi vrhovi in snežno mejo na splošno omejen na nadmorske višine manj kot 1500 m. Erozija, ki jo povzročajo ledeniki po vsem svetu, tako močno razjeda gore, da se je izraz ledeniška žaga močno razširil, kar opisuje omejevalni učinek ledenikov na višino gorskih verig. Ker gore rastejo višje, na splošno omogočajo večjo ledeniško aktivnost (zlasti v akumulacijskem območju nad višino črte ledeniškega ravnovesja), kar povzroča povečano stopnjo erozije gore, in zmanjšuje maso hitreje, kot lahko izostatični odboj povzroči goro. To je dober primer zanke negativnih povratnih zank. Tekoče raziskave kažejo, da lahko ledeniki na nekaterih območjih zmanjšujejo velikost gora, na nekaterih območjih pa ledeniki dejansko lahko zmanjšajo stopnjo erozije in delujejo kot ledeniški oklep. Led ne le lahko uniči gore, ampak jih tudi zaščiti pred erozijo. Odvisno od ledeniškega režima se lahko s pomočjo ledu skozi čas ohranijo tudi strme alpske dežele. Znanstveniki so to teorijo dokazali z vzorčenjem osmih vrhov severozahodnega Svalbarda z uporabo Be10 in Al26, ki so pokazali, da se je severozahodni Svalbard preoblikoval iz stanja erozije ledenika pod razmeroma blagimi ledeniškimi maksimumi v stanje ledeniškega oklepa v hladnem zaščitnem ledu, med precej hladnejše ledeniške maksimalne temperature z napredovanjem kvartarne ledene dobe.
Ti procesi, skupaj z erozijo in transportom po vodnem omrežju pod ledenikom, za seboj puščajo ledeniške oblike, kot so morene, drumlini, prizemne morene ali tili, balvani, običajno na koncu ali med umikom ledenika.
Morda je najbolje razvita morfologija ledeniške doline omejena na pokrajine z nizkimi stopnjami dviganja kamnin (manjše ali enake 2 mm na leto) in visokim reliefom, kar vodi do dolgih obratov. Kjer stopnje dviganja kamnin presegajo 2 mm na leto, se je morfologija ledeniške doline v postglacialnem času na splošno bistveno spremenila. Medsebojno vplivanje ledeniške erozije in tektonskega narivanja ureja morfološki vpliv poledenitev na aktivne orogene tako z vplivom na njihovo višino kot s spreminjanjem vzorcev erozije v naslednjih ledeniških obdobjih prek povezave med dvigovanjem kamnin in obliko preseka doline.

### Poplave
Pri izredno visokih pretokih zaradi velikih količin hitro tekoče vode nastajajo podvodni vrtinci ali kolki. Kolki povzročajo ekstremno lokalno erozijo, trgajo podlago in ustvarjajo geografske značilnosti, ki se imenujejo skalna korita. Primeri v poplavnih regijah so posledica ledeniškega jezera Missoula, ki je ustvarilo globoke kanale v porečju reke Columbia na vzhodu države Washington.

### Vetrna erozija
Vetrna erozija je glavna geomorfološka sila, zlasti v sušnih in polsušnih območjih. Je tudi glavni vir degradacije tal, izhlapevanja, dezertifikacije, škodljivega prahu v zraku in poškodb pridelkov - še posebej potem, ko so se s človeškimi dejavnostmi, kot so krčenje gozdov, urbanizacija in kmetijstvo, te znatno povečale nad naravnimi stopnjami.
Vetrna erozija je dveh glavnih vrst: deflacija, kjer veter pobere in odnese ohlapne delce; in abrazija, kjer se površine obrabijo, ko jih udarijo delci v zraku, ki jih prenaša veter. Deflacija je razdeljena v tri kategorije: (1) površinsko plazenje, kjer večji, težji delci drsijo ali se valjajo po tleh; (2) saltacija, pri katerem se delci velikosti s premerom približno 0,1 do 0,5 mm dvignejo le nekoliko v zrak in odbijajo ter saltirajo po površini tal; in (3) suspenzija, pri kateri veter zelo majhne in lahke delce dvigne v zrak in jih pogosto nosi na dolge razdalje. Salatacija je odgovorna za večino (50-70 %) vetrne erozije, ki ji sledi suspenzija (30-40 %), nato pa površinsko plazenje (5-25 %).
Vetrna erozija je v sušnih območjih in v sušnih obdobjih veliko hujša. Na primer na velikih ravnicah je ocenjeno, da je izguba tal zaradi vetrne erozije lahko v sušnih letih kar 6100-krat večja kot v mokrih letih.

### Plazovi
Zemeljski plaz je gibanje kamnin in usedlin navzdol in navzven po nagnjeni površini, predvsem zaradi sile teže.
Plaz je pomemben del erozijskega procesa in je pogosto prva stopnja pri razgradnji in transportu preperelih materialov v gorskih območjih. Je premik materiala z višjih nadmorskih višin na nižje, kjer druga erozivna sredstva, kot so tokovi in ledeniki lahko nato poberejo material in ga premaknejo na še nižje višine. Procesi plazov se vedno pojavljajo neprekinjeno na vseh pobočjih; nekateri procesi delujejo zelo počasi; drugi se pojavijo zelo nenadoma, pogosto s katastrofalnimi posledicami. Plazove je mogoče razvrstiti na veliko bolj podroben način, ki odraža mehanizme, ki so odgovorni za gibanje in hitrost, s katero se gibanje zgodi. Ena od vidnih topografskih manifestacij zelo počasne oblike takšne dejavnosti je melišče.
Plazenje oziroma rušenje se dogaja na strmih pobočjih, ki se pojavljajo vzdolž različnih lomnih območij, pogosto v materialih, kot je glina, ki se lahko, ko se sprostijo, precej hitro premikajo navzdol. Pogosto bodo prikazovali izostatično vdolbino v obliki žlice, pri kateri je material začel drseti navzdol. V nekaterih primerih pride do padca zaradi vode pod pobočjem, ki ga oslabi. V mnogih primerih je to preprosto posledica slabega inženiringa ob cestah, kjer se to redno dogaja.
Površinsko plazenje je počasno premikanje tal in skalnih ostankov pod vplivom gravitacije, ki jih običajno ni mogoče zaznati, razen z daljšim opazovanjem. Vendar pa izraz lahko opiše tudi valjanje delcev tal s premerom 0,5 do 1,0 mm z vetrom po površini tal. 